# Супіріор (Айова)
Супіріор (англ. Superior) — місто (англ. city) в США, в окрузі Дікінсон штату Айова. Населення — 132 особи (2020).

## Географія
Супіріор розташований за координатами 43°26′1″ пн. ш. 94°56′48″ зх. д. / 43.43361° пн. ш. 94.94667° зх. д. (43.433689, -94.946743).  За даними Бюро перепису населення США в 2010 році місто мало площу 1,05 км², уся площа — суходіл. В 2017 році площа становила 1,12 км², уся площа — суходіл.

## Демографія
Згідно з переписом 2010 року, у місті мешкало 130 осіб у 52 домогосподарствах у складі 34 родин. Густота населення становила 124 особи/км².  Було 60 помешкань (57/км²).
Расовий склад населення:
| - 99,2 % — білих |

До двох чи більше рас належало 0,8 %. Частка іспаномовних становила 1,5 % від усіх жителів.
За віковим діапазоном населення розподілялося таким чином: 22,3 % — особи молодші 18 років, 61,5 % — особи у віці 18—64 років, 16,2 % — особи у віці 65 років та старші. Медіана віку мешканця становила 44,5 року. На 100 осіб жіночої статі у місті припадало 113,1 чоловіків;  на 100 жінок у віці від 18 років та старших — 110,4 чоловіків також старших 18 років.
Середній дохід на одне домашнє господарство  становив 51 139 доларів США (медіана — 48 750), а середній дохід на одну сім'ю — 54 667 доларів (медіана — 49 375). Медіана доходів становила 40 556 доларів для чоловіків та 25 625 доларів для жінок. За межею бідності перебувало 4,9 % осіб, у тому числі 0,0 % дітей у віці до 18 років та 0,0 % осіб у віці 65 років та старших.
Цивільне працевлаштоване населення становило 97 осіб. Основні галузі зайнятості: виробництво — 23,7 %, роздрібна торгівля — 15,5 %, освіта, охорона здоров'я та соціальна допомога — 13,4 %.